# Hans Luther
Hans Luther (10. března 1879, Berlín – 11. května 1962, Düsseldorf) byl německý právník, politik a finančník, v letech 1925 a 1926 působil jako německý kancléř.

## Život
Politice se začal věnovat v roce 1907, kdy se stal členem městské rady v Magdeburku. V roce 1913 se zde stal členem městského sněmu a roku 1918 starostou Essenu. V prosinci 1922 ho říšský kancléř Wilhelm Cuno jmenoval do své vlády ministrem výživy a zemědělství, tuto pozici si udržel i v následující Stresemannově vládě. V první a druhé vládě Wilhelma Marxe působil jako ministr financí.
V roce 1930 byl jmenován prezidentem říšské banky, tuto funkci zastával až do roku 1933, kdy byl jmenován velvyslancem Německé říše v USA (do 1937). V roce 1933 přednášel na Columbijské univerzitě.